# موناغاس
موناغاس (بالإنجليزية: Monagas) هي ولاية في فنزويلا، بلغ عدد سكانها 599٬764 نسمة، في 2005، عاصمتها ماتورين، تبلغ مساحتها 28٬900 كيلومتر مربع.

## الموقع
تشترك في الحدود مع:
- دلتا أماكورو
- ولاية أنزواتغي
- ولاية بوليفار
- ولاية سوكري.

## مدن توأم
المدن التوأم:
- مقاطعة ميامي داد, ولاية فلوريدا.

## أعلام
- خوسيه تاديو موناغاس